# Quelli dell'intervallo in vacanza
Quelli dell'intervallo in vacanza è una miniserie televisiva italiana, sequel della serie Quelli dell'intervallo. La serie è andata in onda dal 22 dicembre 2008 al 26 dicembre 2008, per un totale di cinque episodi.

## Trama
La serie racconta le vacanze dei protagonisti di quelli dell'intervallo però in vacanza dopo la promozione all'esame di 3ª media da parte della prof. Martinelli stufa di averli in classe. Negli episodi appare Max Pisu come padre di Tinelli (Pisu interpreta il padre di Tinelli anche nella serie Fiore e Tinelli).

## Episodi
| Stagione       | Episodi | Prima TV Italia |
| -------------- | ------- | --------------- |
| Prima stagione | 5       | 2008            |

## Canzoni
Jacopo Sarno propone due sue canzoni nella serie: Non l'avevo previsto e La forza del sorriso.